# 飯積神社
飯積神社（いいづみじんじゃ）は、愛媛県西条市下島山に鎮座する神社である。旧社格は郷社。神紋は抱き稲束。太鼓台の「寄せがき」発祥の神社である。

## 祭神
- 飯積大明神こと倉稲魂命（うかのみたまのみこと･稲荷神)を主神に祀り、以下　國魂愛比売(くにたまえひめ)、十城別王(とおきわけぎみ)、足仲彦尊(たらしなかつひこのみこと・仲哀天皇)、気長足姫尊(おきながたらしひめのみこと・神功皇后)を併せた五柱。

## 由緒
上古に、伊曽乃神社のご祭神、武国凝別命の孫である十城別王が、食物の神・倉稲魂命を創祀するとともに、この地に早くから住んでいた先住民が祀ってきた国魂愛比売を尊んで併せて祀ったのが神社の起源である。その創祀のころ、おそらく道後の出湯に来られた仲哀天皇と神功皇后が現在の社地である島山に立ち寄られ、繁茂している神木の櫟にて笏を作り、鎮魂祭をなされた。その時の神楽歌が「島山に櫟たかまき　うつみさし　仕えまつるは　おほい公達」である。
ご祭神の一柱である十城別王について、社記によると、吉備の武彦の姫の武媛が日本武尊との間に、讃岐国綾歌郡に坐す武卵王（たけかいこのきみ）と、伊予国神野郡（のちの新居郡）島山郷に坐す伊予別君（十城別王）の２人の息子をお生みになったとある。また、滋賀県園城寺所蔵の和気系図（国宝）では、十城別王を伊曽乃神社のご祭神、武国凝別命の御孫としている。（和気系図は、丹後国籠神社の海部系図(847年成立・国宝)、伊曽乃神社の与州新居系図（重要文化財）とともに日本三大古系図とされている）
古くは櫟津神社（いちいづじんじゃ）との名称で呼ばれ、櫟津稲荷大明神として信仰され、島山郷（大生院・半田・上島山・下島山・船屋）の人々の農耕を守護する神として祀られた。なお社地を櫟津岡（いちいづのおか）といい、櫟津の名は古代より、この岡に櫟の木が繁茂していること、昔は海水が岡のあたりをめぐり、船着き場（津）を形成していたことに由来する。当地方は渦井川、室川等の河川が海に流れ込む所で、玉津（たまつ）・船屋（ふなや）等の港に関係する地名が多い。
天正13年(1585年)、小早川隆景の四国征伐（羽柴秀吉の四国攻め）による戦火、また安政年間の火事により社殿および社宝が焼失した。
唯一残っている社記には、末尾に宝暦2年（1752年）12月3日、京都の神道管領、吉田家の姓名印章があり、櫟津について万葉集巻十六にある長忌寸意麻呂（ながのいみきおきまろ）が京師に遊んだときの即興歌をのせている。
明治5年(1872年)、近代社格制度の導入にともない社格を新居郡島山郷の郷社とされた。

## 境内
- 一の鳥居
- 参道石段：両側の玉垣は、平成17年の完成。旧来の基礎を利用して玉垣を設けている。
- 拝殿：平成13年に新しく改築されたものである。設計は日本建築工芸設計（東京）、施工は株式会社奥谷組（京都）。なお、神社の行事を手伝う「飯積会」が氏子により組織されている。
- 本殿：安政4年（1857年）の完成。桧皮葺三間社流造り（千木・勝男木なし）、棟には五三桐紋。桧皮葺替は平成15年（2003年）までに３回おこなっている。
- 摂末社：天神社（小堂）・大先神社（小堂）・今宮藤原神社（祠）・大浜素鵞神社（祠）・新宮社（祠）・社日社（祠）
- 歌碑：長忌寸意麻呂の古歌「さし鍋に湯沸かせ子ども　櫟津の　檜橋より来む　狐に浴むさむ」（既述）の歌碑が境内南側に建立されている。
- 参集殿
- かきくらべ会場：当社の前を流れる渦井川の中で行われる。

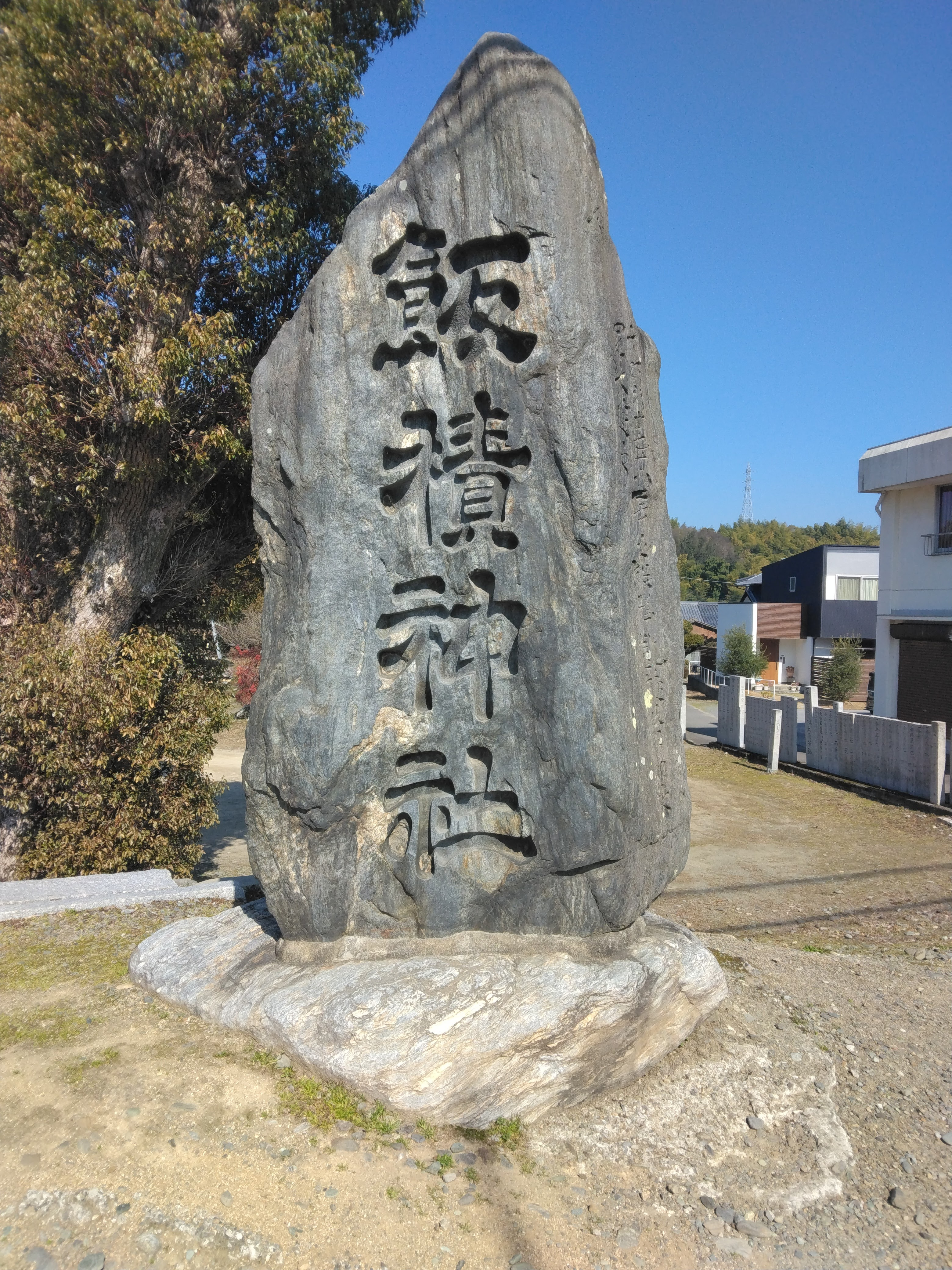
石碑
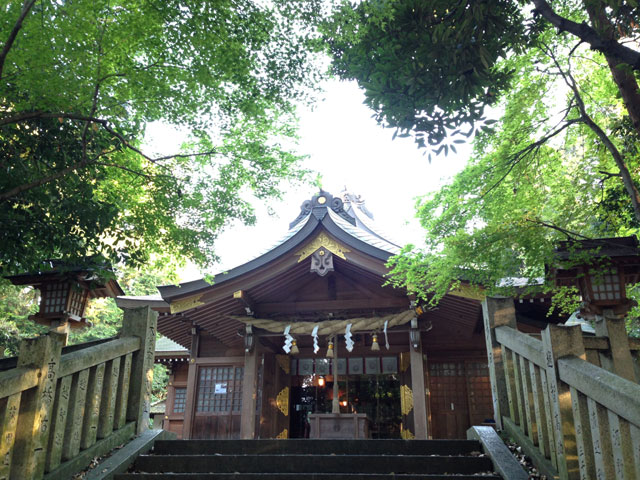
石段
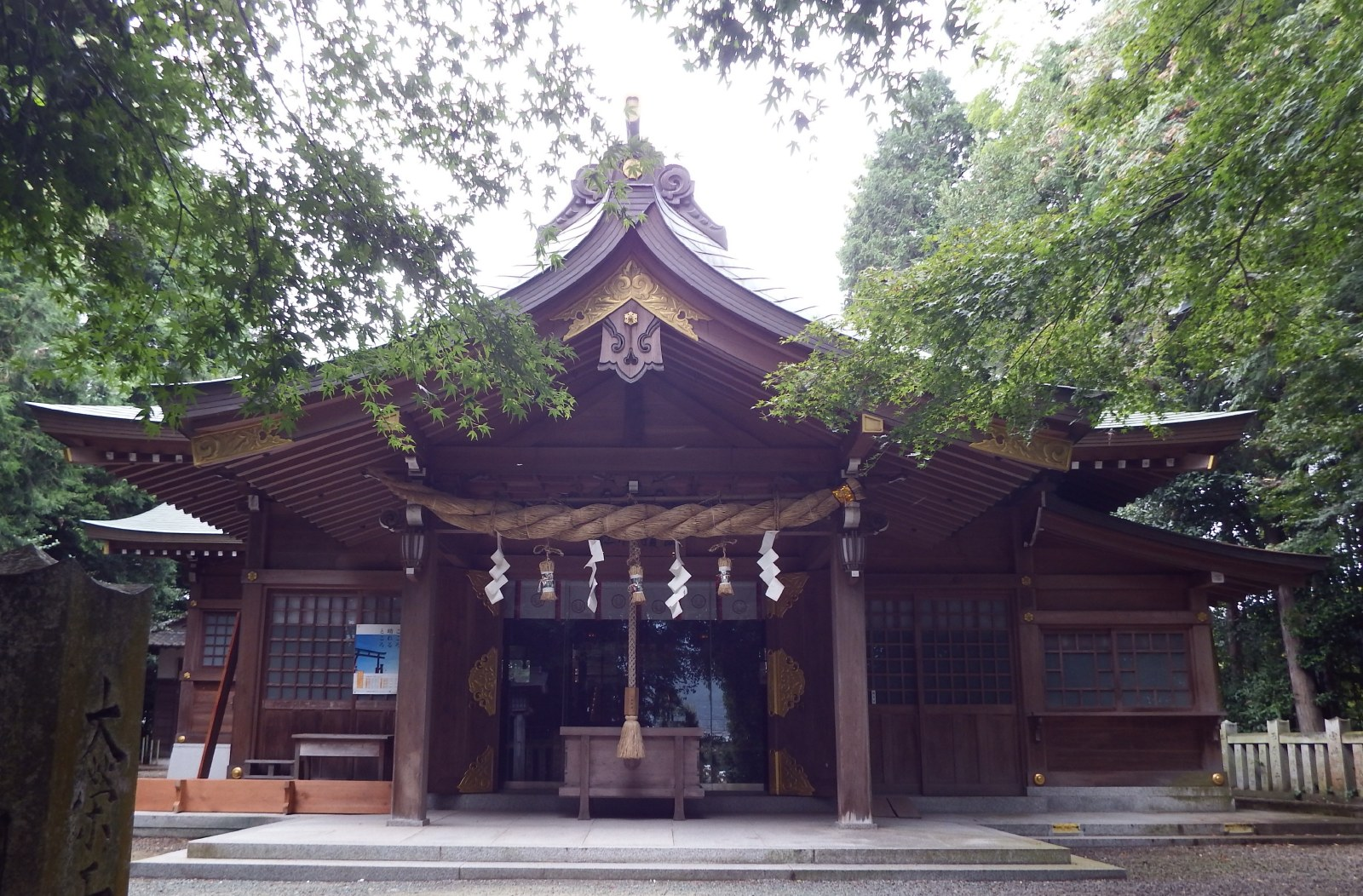
拝殿
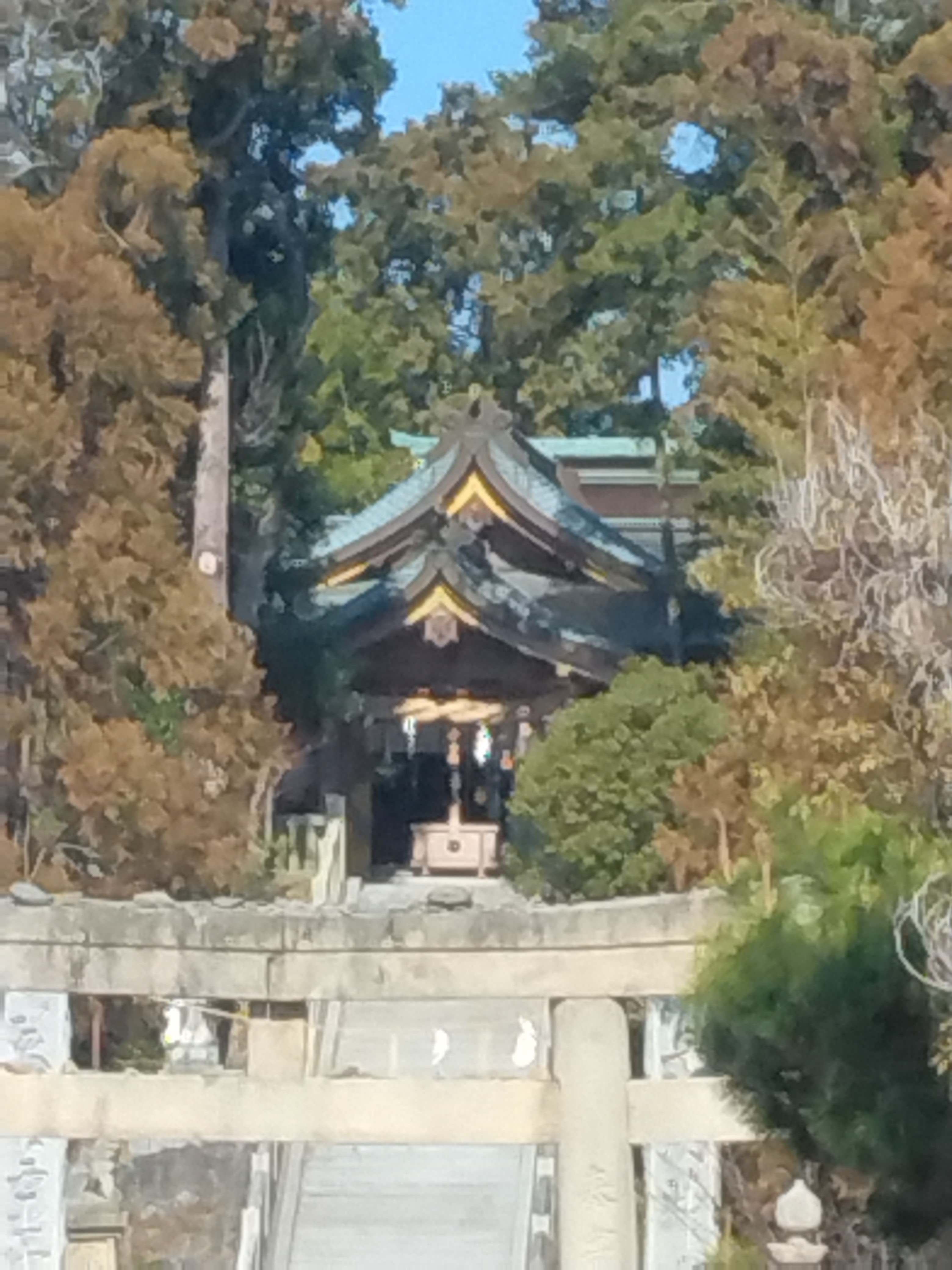
本殿
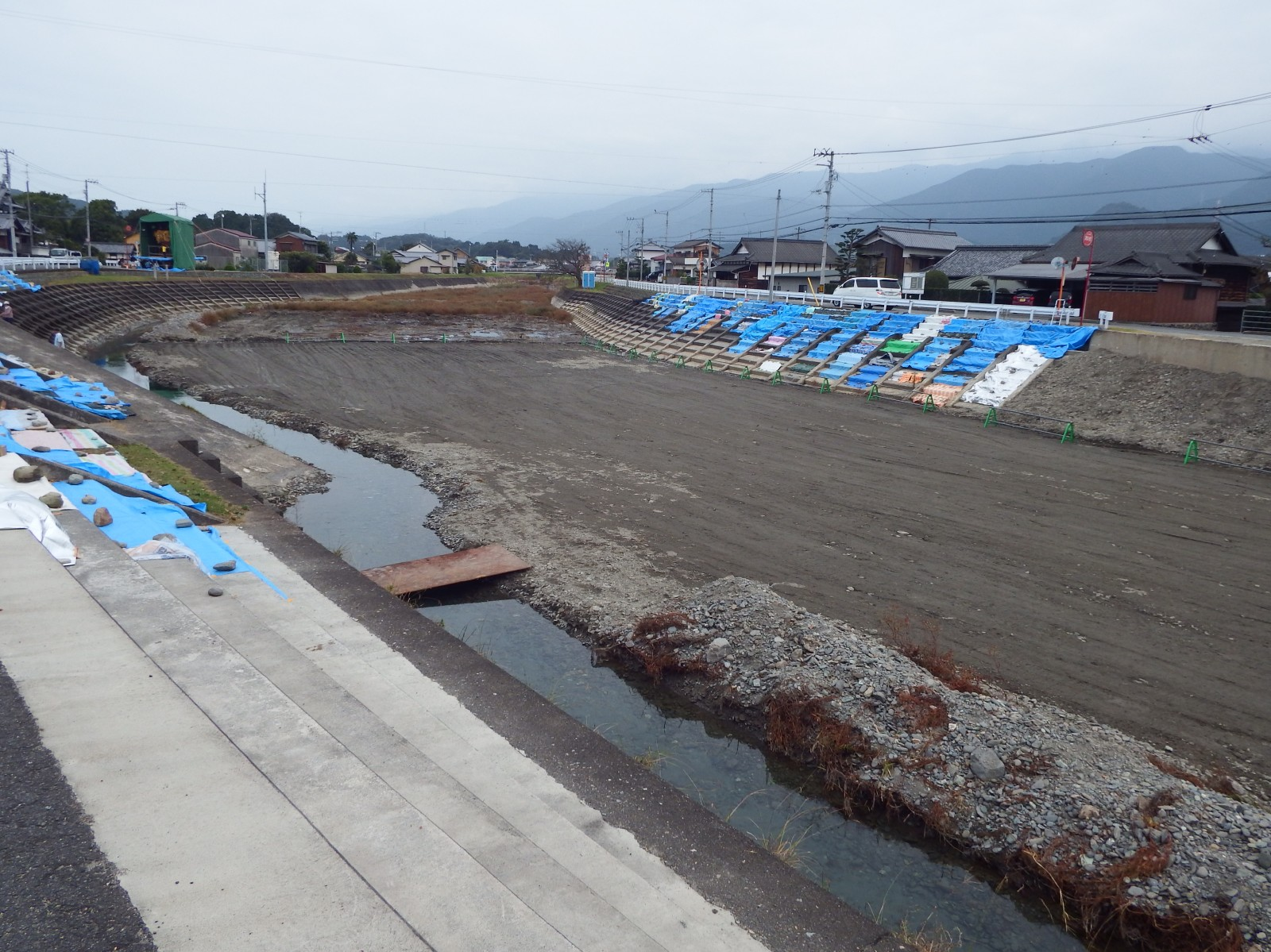
かきくらべ会場

## 文化財
西条市指定文化財
- 幕府お触の西条藩高札（有形文化財）：昭和56年10月8日指定
- 西条まつりの屋台行事（無形民俗文化財）：平成9年10月9日指定

## 年中祭事
- 1月1日、歳旦祭、新年祈願祭
- 2月1日、年賀厄除祭
- 3月、社日祭
- 4月29日、春祭（天満天神祭）。なお当社の北北西1km、天神山（天神台）に明治42年まで天神社（現在の末社島山郷天満天神社）が祀られていた。（祭りの前夜は通夜をし、当日には子供相撲などで、にぎわったという）
- 旧6月14日（大生院地区）、旧6月16日（本社）夏越祓（なごせ）
- 9月、新宮祭、社日祭

飯積神社例大祭

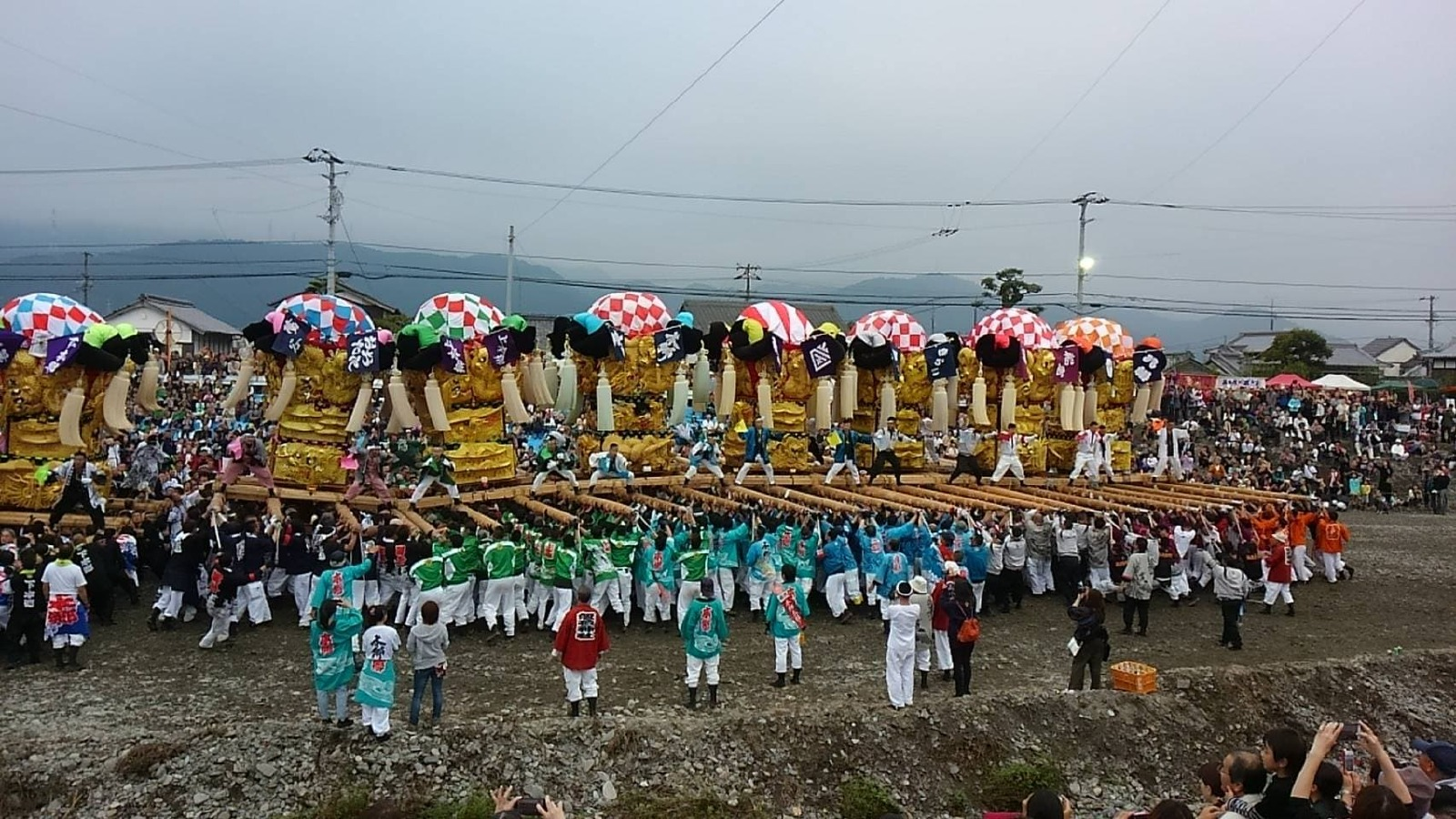
秋の太鼓祭り

- 10月16日（宵宮）、17日（神幸祭）。11台の新居浜型太鼓台が氏子により奉納される。かつては旧暦9月15日、16日に行われ、伊曽乃神社の14日、15日に続いて執り行われていた。現在も伊曽乃神社に続いて神幸祭がある。明治期、太鼓台は8台で、大正～昭和期は6台となっていたが、昭和58年に大谷が復興して以来、下本郷、上本郷、喜来、そして八幡が新調され、現在11台となっている。17日払暁の宮出しに勢ぞろいし船屋にて、かきくらべをした後、神輿に供奉して東回り、西回り（隔年毎）で氏子中14ヶ所の神楽所（ふなや・おおたに・ところやぶ・くりばやし・うずゐ・きしかげ・とやのはな・はちまんしゃ・はいがわ・おおみち・いけのうち・むろかわ・もどりかわ・しまやま）を回り、うち4ヶ所の本神楽所で豪快勇壮なかきくらべが行われるが、特に宮入は西条祭りのフィナーレを飾るにふさわしい豪華絢爛さである。また、寄せがきとは、太鼓台11台が横一線に並びピタリとくっつけて一斉にさしあげるもので当神社の祭礼で始まり、大生院地区から新居浜上部に広がり、各地で行われるようになった。

- 11月15日（前後の日曜日）、七五三祭
- 12月下旬、大先（おんざき）祭
- 12月31日、年越祭